# 351 a. C.
El año 351 a. C. fue un año del calendario romano prejuliano. En el Imperio romano se conocía como el Año del Consulado de Pético y Crispino (o menos frecuentemente, año 403 Ab urbe condita).

## Acontecimientos

### Grecia
- Demóstenes intenta que los atenienses dejen de depender de mercenarios de pago y vuelvan al antiguo concepto de un ejército ciudadano. También pronuncia su primera Filípica, advirtiendo a los atenienses de la locura de creer que la mala salud de Filipo salvará a Atenas de los macedonios. Como respuesta, los ciudadanos de Atenas votan un incremento de los armamentos.

### Imperio persa
- Animados por un intento fallido de invasión de Egipto por el rey Artajerjes III, Fenicia y Chipre se rebelan contra el Persia.

### República romana
- Los etruscos son derrotados gravemente por los romanos y abandonan sus ataques a la ciudad y piden la paz.
- Por primera vez se elige a un romano plebeyo para el cargo de censor.

## Fallecimientos
- Artemisia II de Caria, sátrapa de Caria perteneciente a la Dinastía Hecatómnida

## Arte y literatura
- Demóstenes: comienzan las Filípicas, que elaborará hasta el año 340 a. C.

- Datos: Q226605